# Sue Hayman
Susan Mary Hayman, baronne Hayman d'Ullock (née Bentley le 28 juillet 1962) est une femme politique du parti travailliste britannique qui est secrétaire d'État à l'Environnement, à l'Alimentation et aux Affaires rurales du cabinet fantôme de 2017 à 2019 et députée de Workington de 2015 à 2019. Avant sa carrière parlementaire, elle est consultante en relations publiques et conseillère locale.

## Jeunesse et carrière
Susan Mary Bentley est née le 28 juillet 1962 à Upper Bucklebury, Berkshire de John et Rita Bentley. Elle fréquente la St Bartholomew's School à Newbury,. Bentley étudie la littérature anglaise à l'Université Anglia Ruskin.
Elle commence sa carrière dans une librairie puis travaille dans les services sociaux. De 1997 à 2001, elle est chef de bureau pour la députée Tess Kingham à Gloucester. Elle est ensuite responsable des campagnes et de la communication pour le député Mike Foster. Hayman travaille dans les relations publiques comme consultante pour Copper Consultancy où elle est directrice de comptes avant de devenir leur responsable des affaires publiques. Elle est ensuite consultante indépendante.

## Carrière politique
Hayman est troisième sur la liste du parti travailliste pour les West Midlands lors de l'élection du Parlement européen de 2004, mais n'est pas élue député européen. Elle se présente comme candidate aux élections générales de 2005 pour Preseli Pembrokeshire après la retraite du député travailliste sortant. Hayman perd contre le conservateur Stephen Crabb. Aux élections générales de 2010, elle se présente à Halesown et Rowley Regis. La circonscription était représentée par la députée travailliste Sylvia Heal depuis 1997. Hayman perd le siège au profit du conservateur James Morris.
En 2013, elle est élue conseillère du conseil du comté de Cumbria. Au conseil, elle est vice-présidente du comité de l'enfance.
Elle est élue députée pour le siège de Workington aux élections générales de 2015, elle devient la première femme députée à représenter une circonscription de Cumbria. De juillet à octobre 2015, elle siège au comité spécial de la justice. Hayman est whip de l'opposition de septembre 2015 à octobre 2016. Elle fait campagne contre la fermeture du tribunal de première instance de Workington. En février 2016, le ministère de la Justice annonce que le tribunal ne serait pas fermé.
Elle soutient Owen Smith dans sa tentative ratée de remplacer Jeremy Corbyn lors des élections à la direction du Parti travailliste de 2016. En octobre, à la suite de la réélection de Jeremy Corbyn à la tête du parti travailliste, Hayman est nommée ministre fantôme des inondations et des communautés côtières dans l'équipe de l'opposition pour l'environnement, l'alimentation et les affaires rurales (DEFRA). En février 2017, elle est promue au poste de secrétaire d'État fictive à l'environnement, à l'alimentation et aux affaires rurales à la suite de la démission de Rachael Maskell.
Hayman conserve son siège aux élections générales de juin 2017 avec une majorité de 3925 voix (9,4%).
Elle est coprésidente du groupe parlementaire transpartisan sur l'énergie nucléaire et vice-présidente du groupe parlementaire sur les affaires rurales. Depuis 2017, elle écrit des articles sur l'environnement et le bien-être animal dans le New Statesman,.
Hayman soutient le maintien du Royaume-Uni au sein de l'Union européenne lors du référendum en 2016. Lors des votes indicatifs du 27 mars, elle vote pour un référendum sur un accord de retrait du Brexit, pour la Norvège plus et pour une union douanière avec l'UE.
Hayman perd son siège aux élections générales de 2019 au profit de Mark Jenkinson des conservateurs. Elle est créée pair à vie avec le titre de baronne Hayman d'Ullock, d'Ullock dans le comté de Cumbria, le 9 septembre 2020.

## Prises de position
Sue Hayman est végétarienne et fait campagne sur les enjeux de traitement des animaux, souhaitant notamment durcir la législation à l'encontre des personnes infligeant des sévices aux animaux.

## Vie privée
Elle épouse Ross Hayman en 1997. Ils ont deux filles et deux fils. Ils vivent dans le village d'Ullock en Cumbria,,.